# Nephodia pectinata
Nephodia pectinata là một loài bướm đêm trong họ Geometridae.